# 谢莉·沃茨
谢莉·沃茨（英語：Shelley Watts，1987年8月10日—），澳大利亚女子拳击运动员。她曾代表澳大利亚参加2014年英联邦运动会拳击比赛，获得一枚金牌。她也曾参加2016年夏季奥林匹克运动会。